# Jerzy Barglik
Jerzy Barglik (ur. 11 lipca 1949 w Dąbrowie Górniczej) – polski elektrotermik i elektrotechnolog, profesor nauk technicznych od 2 grudnia 2016 roku, w roku 1968 ukończył Techniku Energetyczne w Bytomiu specjalność elektronika przemysłowa,  absolwent Wydziału Elektrycznego Politechniki Śląskiej w roku 1973. Od ukończenia studiów pracuje na Wydziale Inżynierii Materiałowej i Metalurgii Politechniki Śląskiej w Katowicach, przy czym od grudnia 2004 roku na stanowisku profesora nadzwyczajnego, a od stycznia 2018 roku na stanowisku profesora zwyczajnego.  W latach 2005–2009 zatrudniony był ponadto  na stanowisku profesora nadzwyczajnego w Politechnice Warszawskiej. Rzeczoznawca Stowarzyszenia Elektryków Polskich i Stowarzyszenia Inżynierów i Techników Przemysłu Hutniczego.

## Życiorys
Doktorat uzyskał w 1982 r. w Instytucie Odlewnictwa, a habilitację w 2003 r. na Wydziale Elektrycznym Politechniki Śląskiej. Tytuł profesora nauk technicznych otrzymał w 2016 r.  Aktu wręczenia nominacji dokonał Prezydent RP w dniu 8 stycznia 2018 roku.
Członek Rady Naukowej Instytutu Elektrotechniki do końca 2019 roku, członek Komitetu Elektrotechniki PAN w latach 2007-2015, przez dwie kadencje od 23 czerwca 2006 do 6 czerwca 2014 roku prezes Stowarzyszenia Elektryków Polskich (SEP). Od 2015 roku członek Rady Towarzystw Naukowych przy Prezydium Polskiej Akademii Nauk.
W latach 1994–2008 organizator Amerykańsko-Polskich Studiów Podyplomowych z zakresu przyjaznej dla środowiska restrukturyzacji przedsiębiorstw ze szczególnym uwzględnieniem aspektów ekologicznych. W latach 1998–2006 pełnomocnik Rektora Politechniki Śląskiej do spraw Współpracy z Przemysłem i Transferu Technologii. Autor i współautor 5 patentów i wniosków racjonalizatorskich, 3 wdrożeń przemysłowych i kilku prac naukowo-badawczych wdrożonych. Kierował  kilkudziesięcioma pracami naukowo-badawczymi z dziedziny elektrotermii oraz kilkunastoma projektami międzynarodowymi i krajowymi. Autor dwóch monografii, współautor 5 skryptów i kilkunastu rozdziałów w monografiach. Opublikował około 220 artykułów w czasopismach krajowych i zagranicznych oraz recenzowanych materiałach konferencyjnych.
Członek Rady  Programowej czasopism: „Energetyka (czasopismo)” i wieloletni (do września 2017 roku)  przewodniczący Rady Programowej „Śląskich Wiadomości Elektrycznych”. Od września 2017 roku redaktor naczelny „Śląskich Wiadomości Elektrycznych”.  Działa społecznie w SEP i NOT. W latach 1998–2006 pełnił funkcję prezesa Oddziału Zagłębia Węglowego SEP w Katowicach. Funkcję tę pełni także obecnie. Z jego inicjatywy od 1995 r. organizowane są Katowickie Dni Elektryki. W latach 2006–2015  był przedstawicielem SEP w Europejskiej Konwencji Stowarzyszeń Narodowych Elektryków EUREL, a w kadencji 2010-2011 jej prezydentem. Od 2006 roku  wiceprezydent, a obecnie członek Komitetu Dyrekcyjnego Międzynarodowej Unii Zastosowań Elektrotechniki (International Union for Electricity Applications – UIE). Uczestniczy w pracach Europejskiej Federacji Stowarzyszeń Inżynierskich FEANI pełniąc od sierpnia 2019 roku funkcję przewodniczącego Polskiego Komitetu Narodowego ds. Inżyniera Europejskiego FEANI.  Jako prezes Rady Śląskiej FSNT NOT w Katowicach w latach 2004–2012, a jako członek Rady Śląskiej NOT w Katowicach działał w RIS Silesia oraz w Regionalnym Forum Terytorialnym. Od 2010 r. Członek Honorowy SEP, a od 2012 roku Członek Honorowy Stowarzyszenia Wychowanków Wydziału Elektrycznego Politechniki Śląskiej, a od listopada 2018 roku prezes honorowy Rady Śląskiej NOT w Katowicach. Od stycznia 2016 roku członek Rady Programowej Wydziału Elektrycznego Politechniki Śląskiej.Od maja 2018 roku członek Akademii Inżynierskiej w Polsce, a kwietniu 2019 roku wybrany na funkcję prezesa Akademii.

## Odznaczenia
Odznaczony Brązowym (1988) i Złotym Krzyżem Zasługi (1993), Krzyżem Kawalerskim (2002) i Oficerskim (2013) Orderu Odrodzenia Polski, Medalem Komisji Edukacji Narodowej (2004), odznaką honorową „Za zasługi dla Energetyki” (2007), Złotą Odznaką Honorową za Zasługi dla Województwa Śląskiego (2008), Złotą odznaką honorową „Za zasługi dla budownictwa” (2012), Odznaką Zasłużony dla Politechniki Śląskiej (1993). 
Za działalność społeczną w stowarzyszeniach naukowo-technicznych wyróżniony złotymi odznakami honorowymi SEP, NOT i SITPH, Szafirową Odznaką Honorową SEP, Diamentową Odznakę Honorową NOT, Medalem 100-lecia SEP  oraz licznymi medalami stowarzyszeniowymi.